# ロベール (ウー伯)
ロベール・デュー（フランス語：Robert d’Eu, ? - 1089/93年）は、ウー伯ギヨーム1世とレセリーヌ・ダルクールの息子。ウー伯およびヘイスティング領主。

## 生涯
ロベールは艦隊の60隻の船を指揮し、イングランド王ウィリアム1世の上陸とノルマン人のイングランド征服を支援した。1068年頃、ロベールはヘイスティングス城と、それまでオンフロワ・デュ・ティユルが所有していた隣接する領土を与えられた。ドゥームズデイ・ブックによると、ロベールと息子のギヨームはそれぞれ別々の伯領に領地を所有していた。2人の領地から得られる年間収入の合計は約690ポンドに達した。
1069年、ロベールはイングランド王ウィリアム1世からモルタン伯ロベールを支援してハンバー川の河口に艦隊を停泊させているデーン人を監視するよう命じられた。モルタン伯ロベールは西部で荒野のエアドリックが起こした反乱を鎮圧する任務を負っていた。デーン人が近隣を略奪するために聖域を離れたとき、ロベール、モルタン伯と2人の軍勢が不意にデーン人に襲い掛かり壊滅させ、デーン人は海路での逃亡を余儀なくされた。
ウィリアム1世の死後、ロベールはノルマンディー公ロベール2世に従った。ロベール2世の弱腰と放蕩に失望したロベールは、他のノルマン諸侯とともにウィリアム2世赤王側につき、ウィリアム2世からロベールの城に守備隊が派遣された。1091年2月にノルマンディーでイングランド王が介入を試みた時には、ロベールはイングランド王の支持者の一人であった。この出来事の後にロベールは死去し、息子のギヨーム2世がウー伯位を継承した。
ロベールはアルレット・ド・ファレーズの姉妹ベアトリス・ド・ファレーズと結婚した。2人の間には以下の子女が生まれた。
- ラウル（1036年以降没）
- ロベール（1149年没）
- コンドーア（コンドール、1087年以降没） - 1058年にアングレーム伯フルクと結婚、ギヨーム5世の母。
- ギヨーム2世（1095年頃没） - ウー伯、ヘイスティングス領主[6]

以下の2人についてもロベールの子女の可能性がある（またはモルタン伯ギヨーム・ゲルランクの子女）。
- エランブルジュ・ド・モルタン - シチリア伯ルッジェーロ1世の2番目の妃
- アルマン・ド・モルタン - タンクレード・ド・オートヴィルの娘ベアトリスと結婚

非常に敬虔であったロベールは、教会に数多くの寄付を行い、1051年にはルーアンのフェカン修道院に寄付を行った。妻ベアトリスの死後、シチリア伯ルッジェーロ1世とウィリアム1世のはとこジュディット・デヴルーの娘マティルド・ドートヴィルと再婚した。しかしロベールはマティルドと離婚し、1080年にマティルドはトゥールーズ伯でプロヴァンス辺境伯のレーモン4世と結婚した。
ロベールはサン＝ミシェル・デュ・トレポール修道院に埋葬された。この修道院は、ロベールが最初の妻ベアトリスを偲び1057年から1066年にかけてウーの町近くのル・トレポールに創建した修道院であった。ロベールはノルマンディー公ウィリアムの議会とルーアン大司教マウリリウスから支援を受けた。